# Пятнистая горлица
Пятнистая горлица (лат. Spilopelia chinensis) — вид птиц из семейства голубиных, обитающих в Южной и Юго-Восточной Азии.

## Описание
Длина тела составляет 27,5 см, вес — примерно 150 г. Половой диморфизм не выражен, однако, самки немного меньше чем самцы.
По сравнению с дикой смеющейся горлицей крылья короче, а хвост длиннее. Голова и брюхо светло-серо-розовые, лоб немного светлее, а затылок имеет красноватый оттенок. Спина, крылья и хвост светло-коричневые, покрытые крапинами. На шее заметна широкая тёмная полоса с белыми точками. Кроющие крыльев выглядят как чешуйки, так как отдельные перья имеют светло-коричневую кайму.

## Распространение
Международный союз орнитологов выделяет 5 подвидов:
- Streptopelia chinensis ceylonensis (Reichenbach, 1851) встречается только на Шри-Ланке.
- Streptopelia chinensis chinensis (Scopoli, 1786) населяет восток Китая и Тайвань.  Интродуцирован на Гавайи, в Австралию и Новую Зеландию.
- Streptopelia chinensis hainana (Hartert, 1910) — эндемик острова Хайнань.
- Streptopelia chinensis suratensis (Gmelin, 1789) обитает на Индийском субконтиненте, в Пакистане, Индии, Непале и Бутане
- Streptopelia chinensis tigrina (Temminck, 1809) обитает в Бангладеш, Бирме, на Малакке, в Лаосе, Камбодже, Вьетнаме, на Палаване, Калимантане, Суматре, Сулавеси, на Молуккских островах и островах моря Флорес.

## Питание
Пятнистая горлица питается зёрнами и семенами, другим растительным кормом и мелкими насекомыми. Её часто можно встретить на земле, где она ищет корм на лугу или пашне.

## Размножение
Гнездо строится, как правило, на деревьях на высоте примерно от 3-х до 4-х м. В кладке 2 белых яйца. Инкубационный период составляет 14 дней, молодые птицы становятся самостоятельными через 16 дней и полностью независимыми в возрасте примерно 4-х недель.